# HD 196426
HD 196426，又名BD-00 4056，SAO 144632、HR 7878，是一颗恒星，视星等为6.22，位于銀經45.81，銀緯-23.32，其B1900.0坐标为赤經20h 32m 10.8s，赤緯-0° -23.32′ 3″。